# 하비에르 아기레사로베
하비에르 아기레사로베 수비아(스페인어: Javier Aguirresarobe Zubía, 1948년 10월 10일 ~ )는 스페인의 영화 촬영 기사이다. 몽소 아르멘다리스, 알레한드로 아메나바르, 페드로 알모도바르, 밀로스 포먼, 우디 앨런 등의 감독 영화에서 촬영을 담당했다. 대표작으로는 《그녀에게》(2002), 《내 남자의 아내도 좋아》(2008), 《더 로드》(2009), 《뉴문》(2009), 《웜 바디스》(2013), 《블루 재스민》(2013), 《구스범스》(2015), 《파이니스트 아워》(2016), 《토르: 라그나로크》(2017) 등이 있다.

## 연출 작품 목록

### 영화
| 연도 | 제목                               | 원제                               | 감독                  | 비고 |
| ---- | ---------------------------------- | ---------------------------------- | --------------------- | ---- |
| 1997 | 내 마음의 비밀                     | Secretos del corazón               | 몽소 아르멘다리스     |      |
| 1998 | 꿈 속의 여인                       | La niña de tus ojos                | 페르난도 트루에바     |      |
| 2001 | 디 아더스                          | Los Otros                          | 알레한드로 아메나바르 |      |
| 2002 | 그녀에게                           | Hable con ella                     | 페드로 알모도바르     |      |
| 2003 | 살라미나의 병사들                  | Soldados de Salamina               | 다비드 트루에바       |      |
| 2004 | 씨 인사이드                        | Mar adentro                        | 알레한드로 아메나바르 |      |
| 2004 | 산 루이스 레이의 다리              | The Bridge of San Luis Rey         | 메리 맥거키언         |      |
| 2006 | 고야의 유령                        | Goya's Ghosts                      | 밀로스 포먼           |      |
| 2008 | 내 남자의 아내도 좋아              | Vicky Cristina Barcelona           | 우디 앨런             |      |
| 2008 | 카타리나의 사랑과 자유             | Arráncame la vida                  | 로베르토 스네이데르   |      |
| 2009 | 시티 오브 유어 파이널 데스티네이션 | The City of Your Final Destination | 제임스 아이보리       |      |
| 2009 | 더 로드                            | The Road                           | 존 힐코트             |      |
| 2009 | 뉴문                               | The Twilight Saga: New Moon        | 크리스 와이츠         |      |
| 2010 | 이클립스                           | The Twilight Saga: Eclipse         | 데이비드 슬레이드     |      |
| 2011 | 이민자                             | A Better Life                      | 크리스 와이츠         |      |
| 2011 | 프라이트 나이트                    | Fright Night                       | 크레이그 길레스피     |      |
| 2012 | 5년째 약혼중                       | The Five-Year Engagement           | 니컬러스 스톨러       |      |
| 2013 | 웜 바디스                          | Warm Bodies                        | 조너선 러빈           |      |
| 2013 | 내 인생을 훔친 사랑스러운 도둑녀   | Identity Thief                     | 세스 고든             |      |
| 2013 | 블루 재스민                        | Blue Jasmine                       | 우디 앨런             |      |
| 2014 | 완벽한 독재자                      | La dictadura perfect               | 루이스 에스트라다     |      |
| 2015 | 구스범스                           | Goosebumps                         | 롭 레터먼             |      |
| 2016 | 파이니스트 아워                    | The Finest Hours                   | 크레이그 길레스피     |      |
| 2017 | 토르: 라그나로크                   | Thor: Ragnarok                     | 타이카 와이티티       |      |